# Biochip

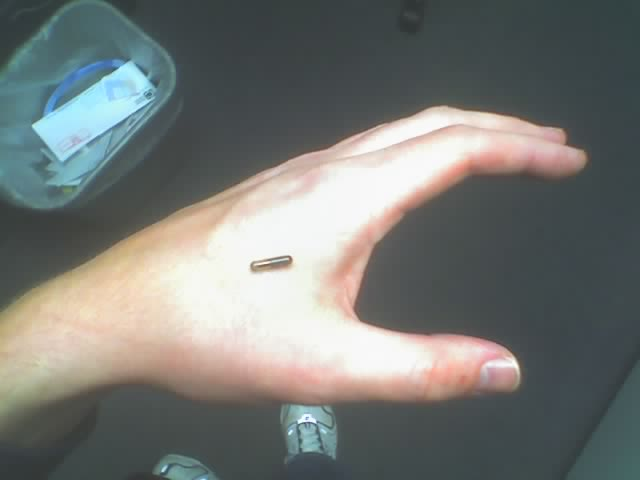
Biochip RFID przed wszczepieniem na lewą dłoń

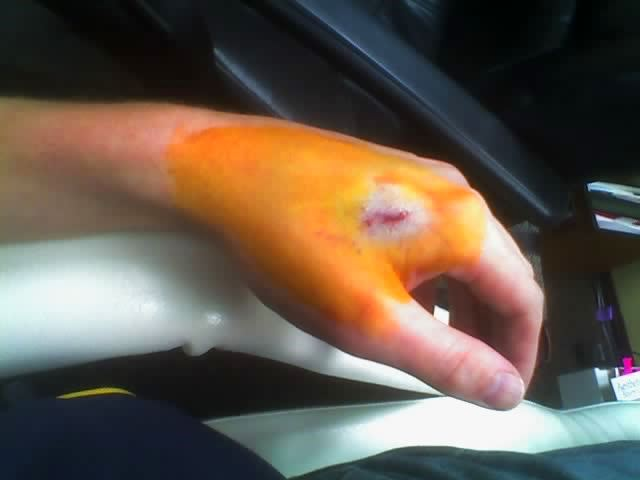
RFID po wszczepieniu

Biochip – element elektroniczny umieszczony w żywych organizmach ludzkich lub zwierzęcych, mający głównie na celu ich identyfikację (RFID), ewentualnie lokalizację drogą radiową (np. podczas migracji różnych gatunków zwierząt). Najnowsze nadajniki mają wielkość ziarna ryżu (11 mm długości / 2 mm szerokości).
W skład „implantu” RFID wchodzą 4 części: mikrochip, antena spiralna, kondensator i przezroczysta kapsuła zbudowana z polimeru polipropylenowego.

## Budowa i działanie
Biochipy o przeznaczeniu handlowym RFID są nadajnikami, które pod wpływem indukcji prądu elektrycznego wysyłają sygnał radiowy na odległość do kilkunastu metrów a tym samym dane/kod zawierający niezbędne informacje o osobach w których się znajdują i do których są przyporządkowane.
Mechanizm działania jest prawie taki sam jak w przypadku kodów kreskowych, tyle że osoba nabywająca dobra materialne nie musi już wyciągać portfela ani karty kredytowej w celu uiszczenia zapłaty, pieniądze są zabierane z elektronicznego konta za pomocą skanowania dłoni, w której znajduje się biochip.

## Globalny patent
W 2002 roku miliony widzów skupionych przed telewizorami w USA oglądały jak jednej z rodzin wszczepiono biochipy ADS VeriChip w programie Today Show. Oba wynalazki wyprodukowała jedna firma Applied Digital Solutions z siedzibą na Florydzie, notowana na rynku pozagiełdowym NASDAQ (symbol ADSX).
Za autora metody uważa się Thomasa W. Heetera, który w marcu 1999 r. w Houston opatentował swój wynalazek (nr. 5.878.155) i nadał mu następujący opis: „Sposób weryfikacji ludzkiej tożsamości podczas uczestniczenia w elektronicznej transakcji handlowej”.
Metoda sprawdzania danych osobowych przy wykorzystaniu biochipów-implantów wszczepialnych w prawą rękę, polega na zeskanowaniu chipa znajdującego się pod skórą i tym samym obciążeniu elektronicznego konta kupującego daną kwotą.
Istnieje również metoda wytatuowania na ręce lub czole niewidzialnego znaku w formie kodu kreskowego. Taki tatuaż zawiera dane personalne potrzebne do ustalenia podmiotu nabywającego i numeru jego konta.
Każdy chip jest niepowtarzalnym egzemplarzem. Do wszczepienia implantu używa się bezpiecznych, hipodermicznych igieł. Żywotność urządzenia to 99 lat. Zabieg nie wymaga znieczulenia.

## Zastosowanie
Stacja ABC w znanym amerykańskim programie Good Morning America z 30 sierpnia 1998 pokazała pierwszego człowieka z wszczepionym biochipem. Tytuł programu brzmiał „Pół człowiek, pół maszyna”, a jego bohaterem był Kevin Warwick. Prowadzący Aaron Brown podsumował to spotkanie następująco:
„Wydaje mi się, że to czego ludzie boją się najbardziej to moment w jakim rząd pana, mój, jakikolwiek, może kontrolować nas wszystkich, gdy włożą nam te małe chipy”.
Dr Peter Zhou jest szefem naukowców firmy ADS i określa zastosowanie produktu m.in.: w tropieniu porwanych dzieci – (projekt KIDSCAN), monitorowaniu więźniów, kontrolowaniu funkcji witalnych organizmu, odnajdywaniu chorych na Alzheimera.
Chip byłby również substytutem dla kart kredytowych, paszportu, prawa jazdy, karty zdrowia itp.

## Polska

### Mikrochipy dla zwierząt
Identyfikacja zwierzęcia to proces, który ma umożliwić, poprzez powiadomienie właścicieli, szybki powrót zaginionych zwierząt domowych do miejsca zamieszkania. Ta identyfikacja polega na weryfikacji danych osobowych przypisanych w rejestrze do unikalnego numeru biochipa (15-cyfrowy numer niezawierąjacy danych kontaktowych) danego psa lub kota. Największym i najdłużej funkcjonującym w Polsce tego typu serwisem jest międzynarodowy rejestr zwierząt oznakowanych biochipem identyfikacja.pl (baza dostępna od 2000 r.), który współpracuje z lekarzami weterynarii, schroniskami oraz urzędami. Rejestr zapoczątkowano w 1997 roku, gdy na mocy porozumienia przedstawiciele Polskiego Towarzystwa Rejestracji i Identyfikacji Zwierząt wraz z reprezentantami innych europejskich krajów utworzyli organizację European Pet Network.